# 陆禹
陆禹（1917年10月20日—1999年11月14日），原名李国亮，河北抚宁人，生于四川彭山，中国政治人物，曾任北京市副市长。

## 生平
1917年生于四川省彭山县。自幼成长在直隶省（河北省）抚宁县农村。1938年毕业于山海关中学，1939年考入燕京大学经济系。他参与了陈晶然组织的国际问题读书会，议论政治时局，传阅平西挺进军区的《挺进报》和晋察冀边区的刊物《新长城》。1940年冬奔赴平西抗日根据地，1941年初在华北联合大学文学系学习。1949年中华人民共和国成立后，在中共北京市委工作。1953年任中共北京市委工业工作部副部长，1964年任工业交通政治部副主任。文化大革命期间受到冲击。1975年任北京光华木材厂党委书记。1977年任中共北京市委国防工业第二办公室第一副主任。1979年后，历任北京市人民政府副市长兼秘书长，中共北京市顾问委员会常委、副主任，北京市对外友好协会副会长等职。1987年12月离休。晚年从事桥牌运动，曾任中国桥牌协会副主席。1999年11月14日逝世。

## 社会职务
1980年5月，任北京市桥牌协会会长。1983年12月，当选曹雪芹研究会名誉会长。他还是燕京大学北京校友会副会长。

## 轶闻
- 陆禹经常在文津俱乐部打桥牌。
- 1987年11月12日，美国在中国的第一家快餐联营店——肯德基家乡鸡北京快餐厅正式开业。时任北京市副市长孙孚凌、市顾委副主任陆禹、美国驻华大使洛德和夫人、肯德基家乡鸡公司董事长邓迈亚等出席了开业典礼[6]。